# 永島暎子
永島 暎子（ながしま えいこ、1955年〈昭和30年〉7月28日 - ）は、日本の女優。熊本県下益城郡出身。フリーランス。

## 来歴・人物
熊本県立八代東高等学校を卒業後、東北地方でのこけし制作や北海道での牧場労働を経験。
1976年、日活テレビ映画芸術学院（現・日活芸術学院）へ入学。同年、『四畳半青春硝子張り』のヒロインに抜擢されて映画デビュー。
1977年、日活ロマンポルノ『女教師』でエランドール賞新人賞を受賞した。
1983年、『竜二』の演技で国内の各種助演女優賞を総なめにした。

## 出演

### 映画
- 四畳半青春硝子張り（1976年）
- サチコの幸（1976年）
- 悪魔の手毬唄（1977年） - 青池里子
- 泥だらけの純情（1977年） - 上條ユキ
- 女教師（1977年） - 田路節子
- お嫁にゆきます（1978年）
- ホワイト・ラブ（1979年） - 竹内典子
- 狂った果実（1981年） - 花田春恵
- 残虐!狂宴の館（1980年） ※日本未公開
- 桃尻娘 プロポーズ大作戦（1980年）
- 竜二（1983年） - 花城まり子
- 湯殿山麓呪い村（1984年） - 淡路慶子
- オルゴール（1989年） - 早苗
- Mr.レディー 夜明けのシンデレラ（1990年）
- 人間の砂漠（1990年）
- 風の国 (1991年）
- 極道戦争 武闘派（1991年） - 夏絵
- はるか、ノスタルジィ（1993年） - 信乃
- 棒の哀しみ（1994年）
- GONIN（1995年） - 早紀
- 男たちのかいた絵（1996年）
- 爆走!ムーンエンジェル〜北へ（1996年） - 永井喜代子
- 金色のクジラ（1996年）
- いさなのうみ（1997年） - 濱口美帆
- 身も心も（1997年） - 原田麗子
- 冷たい血 AN OBSESSION（1997年）
- Looking For（1998年）- 女将
- きみのためにできること（1999年）
- 安藤組外伝 掟（2000年） - 竜崎友恵（一正の妻）
- みすゞ（2001年）
- 羊のうた（2001年） - 江田夏子
- 山桜（2008年） - 磯野富代
- 瞬 またたき（2010年） - 河野沙恵子
- Present For You（2015年） - キャバ嬢（なみこ）
- 嫌な女（2016年） - 大宅みゆき
- 影裏（2020年） - 鈴村早苗

### テレビドラマ
- 大都会 PARTII（1977年、NTV）
  - 第1話「追撃」 - 久子
  - 第14話「切れたザイル」 - 波多野ふみこ
  - 第19話「別件逮捕」 - 瀬田みつこ
- 俺たちの祭 第4話「遠い光」（1977年、NTV）
- 浮浪雲（1978年、ANB） - おゆき
- 気まぐれ本格派 第26話「結婚写真は撮らないで」（1978年、NTV）
- 女弁護士 朝吹里矢子 黒白の暗示（1978年6月3日、ANB）
- 七人の刑事 第3シーズン 第9話「銃殺命令」（1978年、TBS）
- 土曜ワイド劇場（ANB）
  - 赤いさそりの美女 江戸川乱歩の妖虫（1979年6月9日） - 櫻井品子
  - 家政婦は見た! 第7作「華麗な一族の妖しい秘密」（1989年4月8日）
  - 瀬戸内おんな殺人行（1989年6月3日） - 井村好子
  - 西村京太郎トラベルミステリー 山陽・東海道殺人ルート、列車ダイヤの連立方程式・博多湾に謎を解く?（1990年1月13日） - 岡林美津子（旧姓・及川）
  - 不倫期（1992年4月18日）
- 鉄道公安官 第11話「東北本線・美しき逃亡者」（1979年、ANB）
- 日本名作怪談劇場 第5話「怪談 佐賀の怪猫」（1979年、12ch） - 龍蔵寺冬
- 騎馬奉行 第1話「憎い男の初仕事」、第2話「大殺陣! 怒りの刃」（1979年、KTV）
- 江戸の牙 第2話「戦慄! 蛇目傘の女」（1979年、ANB） - お蔦
- 江戸の激斗 第18話「復讐の狼」（1979年、CX） - お袖
- 探偵物語（NTV）
  - 第6話「失踪者の影」（1979年） - ユミコ
  - 第20話「逃亡者」（1980年） - 大貫あかね
- 駆け込みビル7号室 第11話「逃亡者! 見てはならないものを見た男」（1979年、CX） - 結城の妻
- 特捜最前線 第153話「上野発"幻"駅行!」（1980年、ANB） - マキ
- 大江戸捜査網（12ch→TX）
  - 第443話「海女が明かす大爆破の謎」（1980年） - およう
  - 第479話「死神に出会った色事師」（1981年） - およう
  - 第587話「八百屋お七・魔性の肌が燃える」（1983年） - 梅香（お七）
- 非情のライセンス 第3シリーズ 第22話「兇悪のアルバイト・過去からの殺人」（1980年、ANB） - 三宅妙子
- 西部警察（ANB）
  - 第54話「兼子刑事暁に死す」（1980年） - 速水茜
  - 第122話「リキ・絶体絶命!」（1982年） - 寺島京子
- 旅がらす事件帖 第25話「怒りに血煙る甲州路」（1981年、KTV） - おたき
- 魔界・番町皿屋敷（1981年8月7日、CX）
- 怨霊女子学園 恐怖の連続殺人!（1981年8月13日、YTV）
- 眠狂四郎 円月殺法 第5話「仕込み傘女郎花殺生剣 -大磯の巻-」（1982年、TX）
- 鬼平犯科帳 第2シリーズ 第4話「四度目の女房」 - おふさ
- 鬼平犯科帳 第3シリーズ 第25話「本門寺暮色」（1982年、ANB） - 波絵
- 遠山の金さん ※高橋英樹版 第4話「奇々怪々! 二度死んだ女」（1982年） - おのぶ
- 太陽にほえろ!（NTV）
  - 第507話「この街で…」（1982年） - 高杉陽子
  - 第549話「ボギーとマミー」（1983年） - 片桐麻子
  - 第694話「出口のない迷路」（1986年） - 尾島幸子
- 火曜サスペンス劇場（NTV）
  - 松本清張の坂道の家（1983年2月8日） - バーのホステス
  - 女からの眺め（1987年1月6日） - 元木英子
  - 目撃 情事の帰り道連続殺人犯を見た男（1992年9月8日）
  - アリバイの穴（1997年1月28日） - 加地安芸子
  - 指名手配（1998年11月24日） - 古田あい
  - だます女だまされる女（2000年10月24日）
  - 弁護士・朝日岳之助 第16作「緊急発砲」（2001年7月10日） - 藤谷靖子
  - 刑事・鬼貫八郎 第14作（2002年7月23日） - 須田美和子
- 鬼峠（1984年12月23日、STV） - 柳田紀子
- 花王愛の劇場 忘却の愛（1985年、TBS）
- 俺たちの旅 十年目の再会（1985年、NTV）
- ドラマ人間模様 花へんろ 風の昭和日記（1985年、NHK）
- 連続テレビ小説（NHK）
  - はね駒（1986年） - 折原きわ
  - 凛凛と（1990年） - 幸吉の母・妙
- 東芝日曜劇場 みんなで一人旅（1986年、TBS）
- 恋する時間です 第8話「あの人の奥さんが」（1986年、NTV） - 千花
- ジャングル（1987年、NTV） - 小日向智子
- ドラマ女の手記 密告（1987年、TX）
- ザ・ドラマチックナイト 瑠璃の爪（1987年10月30日、CX） - 妹・絹子
- 金曜エンタテイメント・ミッドナイトドラマシアター わたしの彼を殺した女（1988年4月1日[4]、CX） - 柴田晶子
- 木曜ゴールデンドラマ 一種、ハッピーエンド（1988年7月7日、YTV）
- 時の祭り（1990年、CBC） ※二役
- 赤頭巾快刀乱麻（1991年、NHK） - 千恵
- 居酒屋兆治（1992年7月10日、CX）
- 大河ドラマ / 琉球の風（1993年、NHK） - 清水富
- 女の言い分（1994年、TBS）
- ドラマ新銀河（NHK）
  - くろしおの恋人たち（1994年） - 美香
- ゼロの焦点（1994年、NHK-BS2） - 田沼久子
- 家政婦は見た! 第2話「秋子が万引き!コンビニ家族の秘密」（1997年、ANB） ‐ 田辺久美子
- 世紀末の詩 第10話「20年間待った女」（1998年、NTV）
- 恋の奇跡（1999年、ANB） - 後藤香
- 永遠の仔（2000年、NTV） - 久坂志穂
- ドラマDモード 深く潜れ〜八犬伝2001〜 第9話「迷宮」（2000年、NHK） - 南雲美恵子
- オルファクトグラム（2002年、WOWOW）
- ヤンキー母校に帰る（2003年、TBS） - 氏家牧子
- 俺たちの旅 三十年目の運命（2003年、NTV）
- HTBスペシャルドラマ そして明日から（2003年、北海道テレビ放送） - 吉岡友子
- クロサギ（2006年、TBS） - 吉川みどり
- 土曜ドラマ ハゲタカ（2007年、NHK） - 西野史子
- 日曜劇場 Tomorrow〜陽はまたのぼる〜（2008年、TBS） - 田中好美
- ガラス色の恋人（2009年、NHK） - 笠原久枝
- ハンチョウ〜神南署安積班〜 シリーズ4 〜正義の代償〜 第5話（2011年5月9日、TBS） - 牧野敬子
- 救命病棟24時 第5シリーズ 最終話（2013年、CX） - 国友真澄
- 深夜食堂3 第7話「しじみ汁」（2014年、MBS） - 平賀みずえ

### インターネット・配信
- サヨナラの恋（2010年10月 - 12月、BeeTV） - 神崎晶子

### CM
- キリンビール 一番搾り『静岡おでん篇』（2006年 - ） ※佐藤浩市と共演
- キリンビバレッジ 生茶

## 書籍
- 永島暎子写真集 叙情の虚構（大陸書房、1992年、撮影：谷口征）

## 受賞歴
- エランドール新人賞（1978年）
- 第26回ブルーリボン賞助演女優賞（1983年）
- 第57回キネマ旬報ベスト・テン助演女優賞（1983年）
- 第8回報知映画賞助演女優賞（1983年）